# Kotjärnen, Norrbotten
Kotjärnen är en sjö i Bodens kommun i Norrbotten och ingår i Vitåns huvudavrinningsområde.